# Бандера, Василий Андреевич
Васи́лий Андре́евич Банде́ра (укр. Василь Андрійович Бандера; 12 февраля 1915, Старый Угринов, Королевство Галиции и Лодомерии, Австро-Венгрия — 5 сентября 1942, концлагерь Освенцим, Генерал-губернаторство, нацистская Германия) — украинский общественный и политический деятель, младший брат Степана Бандеры.
Василий Бандера был активным деятелем Организации украинских националистов (ОУН) и — с 1940 года — ОУН(б). С первых дней немецкой оккупации Украины Василий Бандера возглавлял СБ ОУН(б) в Станиславской области, работал в областном отделе пропаганды. Советские источники называли Бандеру одним из «главарей ОУН». Арестованный в сентябре 1941 года немцами, Бандера долгое время содержался в тюрьмах, а в июле 1942 года был доставлен в концлагерь Освенцим, где и погиб. По наиболее распространённой версии, причиной его смерти стали систематические избиения польскими работниками Освенцима, мстившими Бандере за причастность к пропагандистской и террористической деятельности ОУН на Западной Украине в 1930-х годах.

## Биография

### Ранние годы. Деятельность в ОУН
Василий Андреевич Бандера родился 12 февраля 1915 года в селе Старый Угринов, находившемся на территории австрийской Галиции, в семье греко-католического священника Андрея Михайловича Бандеры и его супруги Мирославы Владимировны, урождённой Глодзинской. Василий был пятым ребёнком в семье: к моменту его появления на свет в семье росли дочь Марта-Мария, Владимира (1913—2001) сыновья Степан и Александр. Василий, наряду с братом Александром, учился в Стрыйской украинской гимназии. Впоследствии он окончил агрономические курсы Львовской Политехники и философский факультет Львовского университета.
В 1937 году Василий Бандера был арестован польскими властями за националистическую деятельность и содержался в тюрьме Стрыя, но вскоре был отпущен. Весной 1938 года на одном из студенческих собраний во Львове он выступил с речью, в которой критиковал шовинистическую политику польских властей, за что снова подвергся аресту и вплоть до осени 1939 года содержался в знаменитом концлагере Берёза-Картузская, где в тот период находились многие члены ОУН. После разгрома Польши Василий покинул концлагерь и вернулся во Львов, однако пробыл там совсем недолго: уже во второй половине октября вместе с братом Степаном и ещё несколькими членами ОУН он отправился в Краков. «[Мы] перешли советско-немецкую демаркационную линию окружными дорогами; частично пешком, частично поездом [мы] прибыли в Краков», — напишет позднее Степан Бандера в автобиографии. Здесь братья поселились в доме по улице Страшевского, в квартире, оставленной бывшими хозяевами после начала войны. В конце августа 1940 года в единственной грекокатолической церкви Кракова Василий обвенчался с Марией Евгеньевной Возняк. Его супруга родилась в 1913 году в семье униатского священника. Она была старшей сестрой Любови Возняк, ставшей женой другого националистического деятеля, Николая Лемика.
В Кракове Бандера выполнял различные поручения ОУН(б), принимал участие во «Втором великом сборе» ОУН(б), который проходил в период с 1 по 3 мая 1940 года, работал в так называемом «немецком правительстве труда». Кроме вышеперечисленного, по линии ОУН(б) Бандера был референтом службы безопасности организации. Согласно показаниям мужа Владимиры Бандеры, Теодора Давидюка, а также неких Юлии Луцкой и Василия Дьячука-Чижевского, Василий оставался в Кракове вплоть до самого начала Великой Отечественной войны, а на Западную Украину прибыл вскоре после её занятия немецкими войсками. Его супруга, будучи беременной, была вынуждена остаться в Кракове.
По заданию главного провода ОУН(б) Василий Бандера стал работать в отделе пропаганды ОУН(б) в Станиславе. Тогда же брат лидера организации возглавил службу безопасности (СБ; по сути — разведку) ОУН в Станиславской области. Есть предположение, что именно он зачитал на митинге перед жителями Станислава «Акт провозглашения Украинского государства», изданный во Львове Украинским государственным правлением во главе с Ярославом Стецько. Тесно взаимодействуя с областной управой во главе с инженером И. Семьянчуком, Бандера стремился укрепить украинскую власть на территории области. 25 июля 1941 года вместе с Богданом Рыбчуком и Василием Яшаном он посещал с деловым визитом Львов, где располагалось руководство ОУН(б). 15 сентября 1941 года в Станиславе Бандеру и его беременную жену, которая со временем всё же переехала к супругу, арестовали немцы. Роман Малащук, на тот момент — областной проводник ОУН(б), — вспоминал об аресте Бандеры следующим образом:
В Станиславове сначала были венгерские войска, которые не устраивали никаких помех в организации украинской администрации. Только когда в сентябре 1941 года пришли немцы, те пригласили на «бешпрехунг» (обсуждение ситуации) Е. Лозинского, доктора Б. Рыбчука, доктора Р. Малащука, В. Бандеру и В. Дейчаковского. Когда они пришли в назначенное учреждение, их обскочили гестаповцы, направили на них автоматы, а их шеф Крюгер закричал: «Руки вверх!»

### В заключении. Гибель
После ареста вышеперечисленных деятелей ОУН(б) сразу же связали и доставили в тюрьму на улице Белинского, а ещё через несколько дней — вывезли во Львов для содержания в тюрьме на улице Лонцкого. Последняя была переполнена арестованными украинцами из разных городов Галиции: Львова, Станислава, Тернополя, Стрыя. Спустя несколько недель часть украинцев-узников Львовской тюрьмы перевели в Краков, в знаменитую тюрьму Монтелюпих, где они пробыли ещё год, а 20 июля 1942 года — отправили в концлагерь Освенцим (Аушвиц), что впоследствии подтвердилось в показаниях Давидюка и Дьячука-Чижевского.

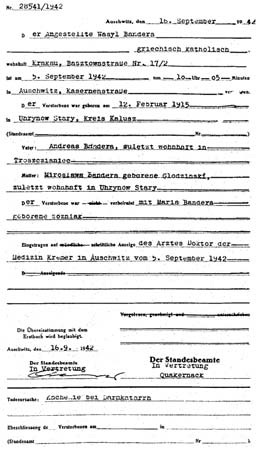
Свидетельство о смерти Василия Бандеры, составленное сотрудниками концлагеря Освенцим 16 сентября 1942 года. Дата смерти, указанная в документе — 5 сентября 1942 года

По прибытии Василия Бандеры в Освенцим ему был присвоен идентификационный номер 49721 — брат главы ОУН(б) стал первым в списке заключённых, называемых в лагере «Bandera Gruppe» или «Bandera Bewegung» (нем. «Группа Бандеры», «Движение Бандеры»). Вместе с братом Александром он сразу стал объектом издевательств со стороны польских коллаборационистов — бывших политических и криминальных узников, составлявших значительную часть лагерной администрации и персонала, а также заключённых-«капо». В их число входили фольксдойче Юзеф (Йозеф) Краль, по профессии строительный техник, выполнявший обязанности «оберкапо» в строительной команде «Нойбау»; Эмиль Беднарек, а также «унтер-капо» Францишек Подкульский. Украинские узники Освенцима вспоминали, что эти люди «с первого дня сосредоточили своё внимание на Василии Бандере». Об издевательствах поляков над братом лидера ОУН(б) писал в своих мемуарах Пётр Мирчук. По его свидетельству, один из поляков, Гронский, во время проверки списка вызвал Василия из строя и, приняв за Степана Бандеру, назвал «убийцей нашего министра Перацкого». «Мы сделаем вам такое „добро“, — сказал Гронский, обращаясь ко всем узникам-украинцам, — что через несколько дней ни один из вас не останется в живых». После этой фразы, согласно Мирчуку, поляк принялся избивать Бандеру. «Это было для нас ужасно болезненное зрелище, — вспоминал другой очевидец избиения Василия, Борис Витошинский, — а больше всего потому, что никто из нас не был в силах помочь Василию». На протяжении часа польские работники лагеря издевались над Бандерой: они сломали ему несколько рёбер, выбили зубы, вследствие чего тот практически утратил человеческий облик. Тяжело искалеченный, Василий признавался соотечественникам, что уверен — его убьют. На второй день пребывания в лагере во время работ один из узников нанёс Бандере такой сильный удар, что тот потерял возможность самостоятельно передвигаться. По одной из версий, это был Юзеф Краль, столкнувший Василия с трёхметровой высоты вместе с железной тачкой, однако сам Краль все обвинения категорически отвергал.
Заявление по поводу причин смерти Василия Бандеры сделал Зыгмунт Гаудасиньский, летом 1942 года работавший в команде «Нойбау» помощником писаря:
После прибытия в блок 16 капо Эдвард Радомский указал нам на заключённого небольшого роста, который по подмосткам подвозил штукатурам строительный раствор, заявляя при этом, что это украинский преступник Бандера, ответственный за смерть многих поляков. Тогда заметил, что форарбейтер Феликс Марута (позже — один из капо команды) жестоко обходился с Бандерой, утверждая, что это расплата за преступления, которые тот совершил по отношению к его семье и другим полякам
В результате вышеуказанных событий 5 августа 1942 года Василий Бандера снова попал в лагерную больницу, где позже умер. Свидетелем кончины Василия стал Ежи Табеау, находившийся в лагере под фамилией Веселовский и работавший санитаром. Впоследствии он дал показания, что брат Бандеры умер от поноса в больничном блоке № 28. В своих показаниях Табеау также сообщал, что в комнату, где содержался Бандера, приходили многие украинцы, просившие, чтобы санитары хорошо заботились о Василии.
Дата смерти Василия Бандеры достоверно неизвестна. Украинские источники указывают на то, что он скончался 21 или 22 июля. В своей книге «Феномен Степана Бандеры» историк Евгений Перепичка писал, что 21 июля, после получения сильной травмы, Бандера был доставлен в лагерный госпиталь, работники которого сделали заключённому смертельную инъекцию ядовитого вещества. Однако архивные документы, включая список транспортов вместе с фамилиями украинцев, этапированных в Освенцим, указывают на то, что Бандера погиб 5 сентября 1942 года. По распространённой версии, Василий Бандера, как и его брат Александр, всё же был до смерти забит поляками, сделавшими это в отместку за убийство украинскими националистами министра внутренних дел Польши Бронислава Перацкого в 1934 году.

## События после смерти Бандеры
В результате следствия, проведённого лагерным гестапо по поводу смерти брата Бандеры, Францишек Подкульский был посажен в карцер блока № 11, а позднее, 25 января 1943 года, расстрелян у «стены казней». Тогда же казнили и Феликса Сулиговского, писаря строительной команды «Нойбау», до войны бывшего городским служащим; капо «Нойбау» Вильгельма Шиму, арестанта этой команды Юзефа Лихтенберга, а также ротмистра Казимира Колодыньского. В причастности к смерти братьев Степана Бандеры лагерное гестапо подозревало и Юзефа Краля, исполнявшего функции «оберкапо» в команде «Нойбау». Ему, несмотря на арест и продолжительные пытки, удалось избежать расстрела. Спустя много лет, в 1965 году, когда в ФРГ состоялся суд над группой бывших сотрудников концлагеря Освенцим, власти страны обратились к руководству Польской народной республики с просьбой экстрадировать Краля в Германию, однако то ответило отказом. Дальнейшая судьба этого человека по-прежнему остаётся неизвестной.
17 августа 1944 года один из агентов НКГБ УССР, докладывая начальству о прибытии на территорию Ивано-Франковской области группы членов ОУН из Германии, ошибочно называл в их числе Василия Бандеру. В том же году жена покойного, Мария Бандера, пыталась сменить фамилию, чтобы обосноваться с трёхлетней дочерью Дарьей во Львове — с этой целью она обратилась к своей подруге Ярославе Меркуль, работавшей в одном из львовских паспортных столов. «Выражаю недовольство к руководству УПА, что меня, как жену Бандеры, оставили без единой помощи», — жаловалась Мария. На допросах вдова брата Бандеры показала, что муж посвящал её в политические дела ОУН и призналась, что «хочет уклониться от революционного движения», не имеющего, на её взгляд, никаких перспектив для дальнейшего существования. В 1947 году начальник УМГБ Львовской области санкционировал арест и обыск у Марии Бандеры.

## Личность
По воспоминаниям современников, Василий Бандера с ранних лет отличался скромностью, был религиозен и патриотичен, предан идее украинской независимости и самостоятельности. Василий Яшан, в 1941 году работавший вместе с ним в ОУН(б), характеризовал Бандеру как «человека симпатичного, откровенного и чрезвычайно доброго и искреннего душой».

## Память
В первом номере пропагандистского журнала ОУН(б) «Идея и чин» от 1 февраля 1942 года была опубликована статья П. Думы «Герои наших дней» с перечислением ряда видных деятелей ОУН, репрессированных немцами. Среди них фигурировали и имена Александра и Василия Бандер, «отдавших свою жизнь в немецких тюрьмах и концлагерях» (на тот момент оба брата находились в тюрьме, и их судьба не была достоверно известна).
14 октября 2008 года мемориальная доска с барельефом Василию Бандере была установлена и торжественно открыта в Ивано-Франковске, на доме по улице Независимости, 15, где в 1941 году действовал штаб ОУН(б). Доску освятили священнослужители греко-католической и православной конфессий. Надпись на ней гласит: «В этом доме в 1941 году действовал областной Провод ОУН(б). 14-15 сентября члены Провода были арестованы гестапо, среди них — Василий Бандера, родной брат Степана Бандеры».